# Neu! '75
Neu! '75 — третій студійний альбом краут-рок гурту Neu!. Він був записаний і зведений на студії Конні Планка між груднем 1974 і січнем 1975 року. Альбом вийшов 1975 року на лейблі Brain Records і офіційно перевиданий на CD 29 травня 2001 року лейблами Astralwerks у США та Grönland Records у Великій Британії.

## Загальна інформація
На цьому альбомі Neu! переформатувалися після кількарічної перерви, під час якої Міхаель Ротер працював разом із Cluster у краут-рок супергурті Harmonia.
На той час музичні наміри Ротера та його товариша по групі Клауса Дінгера дещо розійшлися: Дінгер віддавав перевагу агресивномішу стилю під впливом року, аніж ембієнтним вподобанням Ротера. В результаті вони погодилися на компроміс: перша сторона платівки була записана у старому стилі Neu! як дует, з Дінгером на барабанах. Для п'єс другої сторони Дінгер переключився на гітару і вокал, залучивши до гри на барабанах (одночасно) свого брата Томаса і Ганса Лампе.
В результаті вийшов, по суті, роздвоєний запис, тонко мелодійний у першій половині і сміливо нетрадиційний у другій. В обох частинах збільшено використання клавішних та фазування порівняно з попередніми записами. Рок-пісня Дінгера «Hero» стала натхненням для багатьох музикантів того часу, в тому числі для Джона Лайдона з Sex Pistols, і відтоді вважається прикладом прото-панку. Девід Бові послався на альбом у своєму альбомі Heroes. Гурт Negativland (названий на честь пісні з їхнього першого альбому) назвав свій звукозаписний лейбл Seeland на честь пісні з Neu! '75. Fact описав звучання альбому як «спартанський психо-рок з потужними ударними треками», а журналіст Томас Джером Сібрук назвав його альбомом космічної музики.

## Відгуки
У 1979 році критик NME Енді Гілл зробив рецензію на альбом, зазначивши, що «Neu взяли повторюваний рок-пульс, розтягнули його і сплели пишні, мінливі шари звуку, щоб створити самобутню, гіпнотичну музику, яка, безперечно, була роком, але, безумовно, дивилася на нього ззовні», і що «ця напруга досягає повного розквіту на Neu '75, і саме через це альбом є настільки важливим». У рецензії треки «Hero», «E.Musik» і «After Eight» були названі «до біса досконалими, що не має значення; досягненням, яке вичерпує найвищі ступені». Гілл назвав трек «Hero» «чудовим», порівнявши його з «Brown Sugar» або «Rosalie» Боба Сігера. Гілл оцінив «Isi», «Seeland» і «Leb' Wohl» як «менш безпосередні, але лише трохи менш задовольняючі: викликаюча, ентропійна, спекотно-літня музика, яка врівноважує — і навіть більш вдало „ембієнтна“, ніж спітнілий пульс нічного клубу на стороні 2».
Бен Сісаріо з The New York Times назвав альбом і його попередників «віхами німецького експериментального року», який журналісти також називають краут-роком.

## Трек-лист
Всі пісні написані Клаусом Дінгером і Міхаелем Ротером.
| Сторона 1 | Сторона 1   | Сторона 1  |
| #         | Назва       | Тривалість |
| --------- | ----------- | ---------- |
| 1.        | «Isi»       | 5:06       |
| 2.        | «Seeland»   | 6:54       |
| 3.        | «Leb' Wohl» | 8:50       |

| Сторона 2 | Сторона 2     | Сторона 2  |
| #         | Назва         | Тривалість |
| --------- | ------------- | ---------- |
| 4.        | «Hero»        | 7:11       |
| 5.        | «E. Musik»    | 9:57       |
| 6.        | «After Eight» | 4:44       |

## Персоналії
Neu!
- Міхаель Ротер – гітара, бас-гітара, клавішні, вокал
- Клаус Дінгер – барабани (сторона 1), гітара (сторона 2), вокал (сторона 2)
- Томас Дінгер – барабани (сторона 2)
- Ганс Лампе — барабани (сторона 2)

Додатковий персонал
- Конні Планк – продюсування, звукорежисер